# Бородачов Кирило Вікторович
Кирило Вікторович Бородачов (нар.. 23 березня 2000 року, Самара, Росія) — російський фехтувальник на рапірах. Срібний призер Олімпійських ігор 2020 року з командної рапіри, чемпіон Росії (2021), багаторазовий чемпіон першостей світу та Європи, член збірної Росії з фехтування. Заслужений майстер спорту Росії (2021).

## Біографія
Кирило Бородачов народився 23 березня 2000 року в Самарі. Кирило — старший брат-близнюк Антона Бородачова, з'явившись на світ на 15 хвилин раніше. Брати Бородачови почали займатися фехтуванням у семирічному віці. Перший тренер — Еліна Орлова.
На юніорських змаганнях Кирилу вдалося проявити себе з найкращого боку. Першого успіху він досяг у 13-річному віці, коли став срібним призером першості Росії серед кадетів. Згодом Кирило увійшов до складу юніорської збірної Росії. На міжнародних змаганнях Бородачов також виступав успішно: на його рахунку золоті медалі першості світу серед кадетів (2017; в 2016 році — срібна нагорода) та юніорів (в особистій рапірі — 2019, в командній першості — 2018, 2019).
У 2021 році Кирило вперше виграв особистий чемпіонат Росії, у фінальному поєдинку опинившись сильніше олімпійського чемпіона Тимура Сафіна. Завдяки успішним виступам на всеросійських змаганнях Кирило Бородачов увійшов до складу збірної Росії на Олімпійські ігри в Токіо.
В особистому турнірі Кирило завершив виступи в чвертьфіналі, поступившись майбутньому переможцю змагань гонконгцу Чун Ка Лонгу. Срібний призер Олімпійських ігор 2020 року з командної рапіри.